# Карстово-спелеологічний заказник

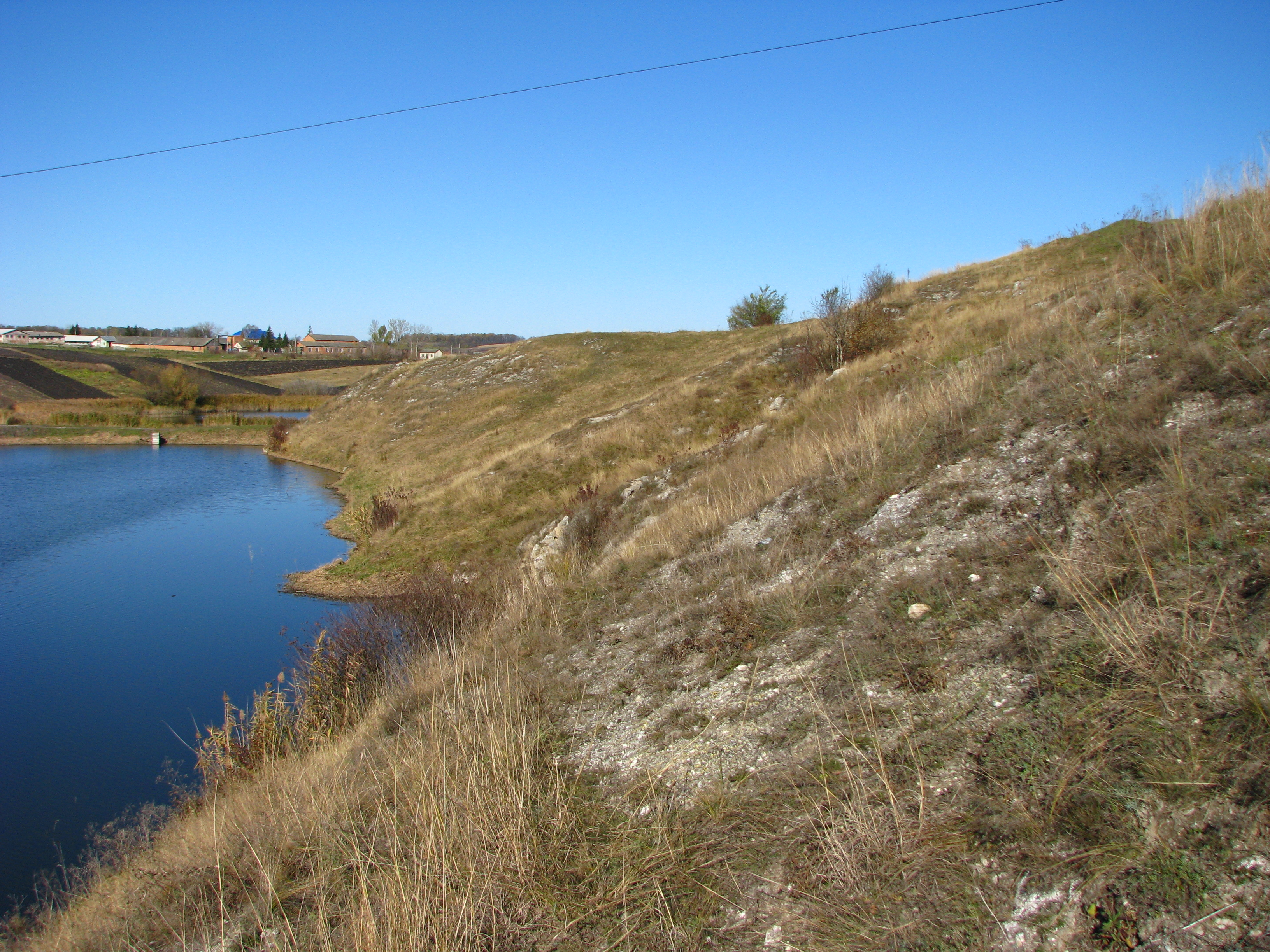
Карстово-спелеологічний заказник загальнодержавного значення «Чорнопотоцький»

Ка́рстово-спелеологі́чний зака́зник — природно-заповідна територія (заказник), що створюється для збереження рідкісних карстово-спелеологічних утворень та цінних для наукових досліджень і туризму печер, в тому числі печерної фауни та флори. 
В Україні станом на 2016 рік існує 2 карстово-спелеологічні заказники загальнодержавного та 8 місцевого значення (усі в Чернівецькій області).